# Čertova louka (równina)
Čertova louka (pol. Czartowa Łąka lub Czarcia Łąka, 1400–1460 m n.p.m.) – górska równina wierzchowinowa w Sudetach Zachodnich, w czeskiej części pasma Karkonoszy.

## Położenie
Równina położona jest na wierzchowinie Czartowa Łąka (czes. Čertova louka), na południowy zachód od Smogorni, w środkowej części Karkonoszy, a we wschodniej części Śląskiego Grzbietu.

## Charakterystyka
Jest to rozległa równina w szczytowej partii Karkonoszy, rozciągająca się na obszarze czeskiego Karkonoskiego Parku Narodowego (czes. Krkonošský národní park – KRNAP), którą w większości zajmuje wysokogórska łąka w części porośnięta górskimi trawami: bliźniczką psią trawką i kocanką oraz częściowo kosodrzewiną. W kierunku wschodnim łąka przechodzi w torfowisko, którego powierzchnia wynosi 4 ha, a miąższość około 1,5 m. Występują tutaj niektóre cenne gatunki roślin. Łąka i torfowisko należą do wschodniokarkonoskiego narodowego rezerwatu przyrody. Na terenie torfowiska źródła ma Stříbná bystřína. Północno-wschodnią stroną wierzchowiny przebiega granica państwowa z Polską.
W przeszłości na Czartowej Łące stało schronisko Scharfowa bouda, po drugiej wojnie światowej po schronisku zostały tylko ślady.